# Akacije Armenski
Akacije Armenski (Kapadocija, ? - Ararat, † oko 140.), rimski časnik, kršćanski mučenik i svetac. Na hebrejskom njegovo ime znači "Bog štiti", a na grčkom "nedužan". Kao svetac ubraja se među četrnaest svetih pomoćnika, a ujedno je bio i vođa deset tisuća vojnika mučenika. Njegov spomendan slavi rimokatolička Crkva 22. lipnja.

## Legenda
On je kao Primicerus odnosno predvoditelj rimske vojske poslan s devet tisuća vojnika prema Armeniji kako bi tamo ugušio jedan ustanak. Tijek bitke je vodio prema njihovom porazu. U tom trenutku prilaze im sedmero anđela koji im obećavaju pobjedu ako postanu kršćani. Prelaskom na kršćanstvo pobjeđuju neprijatelja no time pobuđuju gnjev cara Hadrijana, koji na njih šalje barbarsku vojsku da ih uništi. Barbari im ne uspijevaju nauditi te jedna tisuća barbarskih vojnika prelazi na kršćanstvo i priključuju se Akacijevoj postrojbi no na kraju ipak budu svladani. Akacija i deset tisuća vojnika bičuju trnovim granama i razapinju na planini Ararat.

## Štovanje
Akacije se radi svog mučeništva obično prikazuje s trnovom granom ili krunom. No pošto je bio rimski časnik, ponekad je prikazan kao vitez, vojvoda ili plemić sa zastavom, velikim križem ili mačem. Pobožnost prema svetom Akaciju je u Europi rasprostranjena tijekom križarskih ratova. Zagovor svetom Akaciju je križarskim vojnicima i hodočasnicima u Svetu zemlju očuvao ustrajnost i hrabrost u opasnim situacijama. Kao sveti zagovornik, pomaže kod tjeskobe, glavobolje i straha od smrti.
Na njegov spomendan 22. lipnja 1593. Turci su poraženi u bitci kod Siska, pri čemu je, prema vjerovanju, presudan bio zagovor svetog Akacija. Od tada se štovanje svetog Akacija iz Hrvatske širi prema sjeveru te sveti Akacije postaje svetac zaštitnik pokrajine Kranjske, a u Austriji mu posvećuju mnoge crkve.